# Luis García Gil
Luis García Gil es un poeta y escritor español nacido en Cádiz (España) el 26 de octubre de 1974. Narrador, poeta y ensayista. 

## Trayectoria literaria
Hijo del también poeta José Manuel García Gómez (Cádiz, 1930-1994). Colaborador en varios medios de comunicación de prensa escrita, radio y televisión local. Forma parte de la red de poetas del Centro Andaluz de las Letras. Su nombre también está incluido en el programa Escritores en la red del Centro Andaluz de las Letras. Colaborador en diversas revistas literarias y musicales (Efe Eme) y guionista de varios documentales. 
Además de su obra poética destacan especialmente sus ensayos relacionados con la canción de autor (Joan Manuel Serrat y Joaquín Sabina, Atahualpa Yupanqui, Jacques Brel, Javier Ruibal, Joan Isaac, Luis Eduardo Aute, Patxi Andión, Marisol-Pepa Flores o Raphael) y el cine (François Truffaut, Don Siegel y Clint Eastwood, Carlos Saura, Carol Reed o la película documental Vivir en Gonzalo que dirigió en 2013 junto a Pepe Freire sobre el productor Gonzalo García-Pelayo.

## Obras publicadas
Poesía: 

- La pared íntima (Servicio de Publicaciones de la Diputación de Cádiz, 2007)
- Al cerrar los ojos (Compañía de Versos Anónimos, 2010)
- Las gafas de Allen (Origami, 2013)
- El pájaro de la soledad (poemarios ‘Libro de la melancolía’ y ‘Versos en el alambre’, escritos entre 2014 y 2019) (Dalya, 2021)

Ensayo: 
- Serrat, canción a canción (Editorial Ronsel, 2004)
- Yupanqui, coplas de un payador perseguido (Ramalama, 2007)
- François Truffaut (Cátedra, 2009)
- Jacques Brel, una canción desesperada (Milenio, 2009)
- José Manuel García Gómez, un poeta en medio de las olas (Absalon, 2010). Biografía y documental.
- Serrat. Cantares y huellas (Milenio, 2011)
- Javier Ruibal, más al sur de la quimera (Ediciones Mayi, 2011)
- Serrat y Sabina a vista de pájaro (Ediciones T&B, 2012)
- Joan Isaac, bandera negra al cor (Milenio, 2013)
- Don Siegel & Clint Eastwood. Una historia del cine americano (T&B, 2015)
- Mediterráneo. Serrat en la encrucijada. (Efe Eme, 2015)
- Aute, lienzo de canciones (Milenio, 2016)
- La canción de Cádiz (Dalya,2016), comparte autoría con Álvaro Pérez y Javier de Castro.
- Patxi Andión. (Dalya, 2018) junto a Antonio Marín Albalate.
- Marisol, Pepa Flores. Corazón rebelde (Milenio, 2018)
- Carlos Saura, cineasta de la memoria (T&B, 2018)
- Ana Belén, Víctor Manuel, Los latidos de un país (Efe Eme, 2018)
- La noche gaditana de Jean Cocteau (Dalya, 2018)
- Serrat y los poetas (Efe Eme, 2021)
- Raphael. Digan lo que digan (Milenio, 2022)
- Carol Reed (Editorial Cátedra, 2023)
- Las palabras de Serrat (Efe Eme, 2024)
- Serrat. Se hace camino al cantar (Alianza Editorial, 2024)

Cine:
- En medio de las olas (2009). Guionista y productor.
- Vivir en Gonzalo (2013). Productor.[3]
- Cortijo Los Rosales (Una historia musical) (2024). Dirección junto a Pepe Freire.
- Marisol, llámame Pepa (documental dirigido por Blanca Torres) (2024). Premio Forqué al Mejor Documental. Participación.[4]